# Georg Bubolz
Georg Bubolz  (* 6. Mai 1951 in Essen) ist deutscher Theologe, Erziehungswissenschaftler und Philosoph.

## Berufliche Stationen
Georg Bubolz studierte nach der Schulzeit in Düsseldorf ab 1969 in Bonn, Freiburg/Br. und Dortmund katholische Theologie, Erziehungswissenschaft und Philosophie. Er wurde in Erziehungswissenschaft mit einer fachdidaktischen Arbeit promoviert, ist Diplom-Theologe und  hat in Philosophie das Staatsexamen für das Lehramt der Sekundarstufe II abgelegt.
Nach Studium und Referendariat war er als Lehrer an Gymnasien in Erkelenz, Düsseldorf und Korschenbroich tätig, wurde Fachleiter für Katholische Religionslehre an Gymnasien und Gesamtschulen in Düsseldorf (ab 1990) und Krefeld (ab 1996).
Ab 2001 war er  Schulfachlicher Dezernent bei der Bezirksregierung Düsseldorf u. a. mit den Fachbereichen „Katholische, Jüdische, Orthodoxe und Syrisch-orthodoxe Religionslehre“, sowie vorübergehend auch „Islamische Unterweisung“ und „Evangelische Religionslehre“, „Erziehungswissenschaft“ sowie „Psychologie“. Er war als Vorsitzender von Lehrplankommissionen an der Erstellung von Lehrplänen für Katholische Religionslehre, Orthodoxe Religionslehre, Syrisch-orthodoxe Religionslehre und Jüdische Religionslehre in NRW beteiligt. Im Jahr 2008 wurde er pensioniert.

## Schwerpunkte
Schwerpunkt seiner religionsdidaktischen Arbeiten ist die  Umsetzung einer „Theologie des Anderen“ in Anlehnung an den evangelischen Theologen Karl Ernst Nipkow in die Praxis des Religionsunterrichts. Auch im konfessionellen Religionsunterricht soll das Gespräch mit evangelischen und katholischen Christen, mit den orientalischen Kirchen und der Orthodoxie angeregt und gepflegt werden. Vorrangig bleibt  dabei der Dialog mit dem Judentum.

## Veröffentlichungen
Georg Bubolz veröffentlichte zahlreiche Schulbücher und einzelne Sachbücher. Er war
- ab 1979 Herausgeber der Arbeitshefte für Erziehungswissenschaft (zusammen mit Heribert Fischer) incl. der entsprechenden Lehrerkommentare (Hirschgraben-Verlag, Frankfurt/Main),
- ab 2000 Herausgeber und Autor der Kursthemen Erziehungswissenschaft (Cornelsen Verlag, Berlin) mit Methodenhandbuch und
- 2010 Autor des Kursbuch Erziehungswissenschaft (Cornelsen Verlag, Berlin); zu diesem Unterrichtswerk erschienen  für die Hand der Unterrichtenden Handreichungen.

Für den Religionsunterricht entwickelte er Arbeitsmaterialien und war Autor/Herausgeber bzw. Mitautor/Mitherausgeber
- ab 1986 der Arbeitshefte Religion – Sekundarstufe II (Cornelsen),
- 1990 des Religionslexikons (Scriptor Verlag Frankfurt/Main),
- ab 1995 zusammen mit Ursula Tietz der Akzente Religion (Patmos Verlag, Düsseldorf),
- ab 2000 der Reihe für die Sekundarstufe I „Religion im Kontext“, mit Arbeitsheften für die Jahrgangsstufen 5, 6, 7, 8, 9/10 (Patmos Verlag, Düsseldorf)
- 2011 zusammen mit Maria Bubolz-Janssen des Grundwissens Religion – Sekundarstufe II (Cornelsen Verlag, Berlin),
- ab 2012: zusammen mit Klaus Otto der Neuen Akzente Religion (Patmos Oldenbourg/bsv, München),
- Sachbuch Das Buch des Papstes:  Jesus von Nazareth, 2007 (Patmos Verlag, Düsseldorf) war erster Kommentar zum Jesusbuch Joseph Ratzingers/Papst Benedikt XVI.

## Auszeichnungen
- 1974: Studienpreis 1974 des „P. Maximilian Kolbe – Reinhold Schneider –Gedenkpreises“ für eine Arbeit zum Thema „Die Ethik des Friedens bei Reinhold Schneider“
- 1979: Preis der Karl-Heim-Gesellschaft für die Arbeit „Friedenserziehung als Aufgabe des Religionsunterrichts in der Sekundarstufe II“
- 2009: St. Ephräm-Orden der Syrisch-orthodoxen Kirche von Antiochien (für die Unterstützung bei der Entwicklung einer syrisch-orthodoxen Religionsdidaktik in Deutschland)

## Werke (in Auswahl)
Zu theoretischen und didaktischen Grundlagen der Erziehungswissenschaft, der Fachdidaktik Erziehungswissenschaft und des Religionsunterrichts:
- Umwelterziehung im Pädagogikunterricht, Verlag Peter Lang, Frankfurt/Main – Bern – Las Vegas – Nancy 1985.
- Dem Frieden dienen – Ethisch argumentieren im Religionsunterricht, in: Hauptabteilung Schule/Hochschule des Erzbischöflichen Generalvikariats Köln (Hrsg.), Dokumentation der Pädagogischen Woche 1991, Köln 1992.
- Aus dem Nachlass hrsg. und bearbeitet: Gerhard Röckel, Texte erschließen. Grundlagen, Methoden, Beispiele für den Deutsch- und Religionsunterricht, Patmos Verlag, Düsseldorf 2006.
- Das Buch des Papstes: Jesus von Nazareth. Informationen, Hintergründe, Denkanstöße, Patmos Verlag, Düsseldorf 2007.

## Schulbücher und Kommentare zum Fach „Erziehungswissenschaft“
- Zusammen mit Heribert Fischer: Entwicklung und Sozialisation unter anthropologischen, psychologischen und gesellschaftswissenschaftlichen Aspekten, Hirschgraben-Verlag, Frankfurt/Main 1980, Lehrerkommentar 1982.
- Lernen unter anthropologischen, psychologischen und pädagogischen Aspekten, Hirschgraben-Verlag, Frankfurt/Main 1980, Lehrerkommentar 1982.
- Umwelterziehung, Hirschgraben-Verlag, Frankfurt/Main 1985.
- Fernsehen, Video und Erziehung. Gefährdungen – Maßnahmen – Hilfen, Hirschgraben-Verlag, Frankfurt/Main 1986.
- Erziehungswissenschaftliches Lesebuch, Hirschgraben-Verlag, Frankfurt/Main 1986.
- Normen und Ziele in der Erziehung, Cornelsen-Verlag, Berlin 1991. (Vollständige Überarbeitung)
- Identität, Cornelsen-Verlag, Berlin 1992. (Vollständige Überarbeitung)
- Methodenhandbuch, Kursthemen Erziehungswissenschaft, Cornelsen Verlag, Berlin 2004.
- Erziehungssituationen und Erziehungsprozesse, Kursthemen Erziehungswissenschaft, Cornelsen Verlag, Berlin 2000.
- Lernen und Entwicklung, Kursthemen Erziehungswissenschaft, Cornelsen Verlag, Berlin 2000.
- Entwicklung und Sozialisation in der Kindheit, Kursthemen Erziehungswissenschaft, Cornelsen Verlag, Berlin 2001.
- Entwicklung, Sozialisation und Identität im Jugend- und Erwachsenenalter, Kursthemen Erziehungswissenschaft, Cornelsen Verlag, Berlin 2001.
- Normen und Ziele in der Erziehung, Kursthemen Erziehungswissenschaft, Cornelsen Verlag, Berlin 2002.
- Identität und Erziehung, Kursthemen Erziehungswissenschaft, Cornelsen Verlag, Berlin 2002.
- Zusammen mit Heribert Fischer: Kursbuch Erziehungswissenschaft, Cornelsen Verlag, Berlin 2010; 2010, Handreichungen, Cornelsen Verlag, Berlin 2010.
- Kursbuch Erziehungswissenschaft, Ergänzungsband Zentralabitur ab 2014, Cornelsen Verlag, Berlin 2012.
- Kursbuch Erziehungswissenschaft – Neubearbeitung, Cornelsen Verlag, Berlin 2014 – ISBN 978-3-06-064629-6.

## Schulbücher und Materialien zum Religionsunterricht (Auswahl)
- Nachdenken über den Glauben. Eine Einführung, Arbeitshefte Religion – Sekundarstufe II, Hirschgraben-Verlag, Frankfurt/Main 1986.
- Wege zu Jesus, Arbeitshefte Religion – Sekundarstufe II, Hirschgraben-Verlag, Frankfurt/Main 1986.
- Der Mensch. Wesen – Bestimmung – Aufgabe. Arbeitshefte Religion –Sekundarstufe 11, Hirschgraben-Verlag, Frankfurt/Main 1989.
- Religionslexikon. Kompaktwissen für Schüler und junge Erwachsene, Cornelsen Verlag Scriptor Berlin (1. Auflage) 1990, (5., überarbeitete Auflage) 2006.
- Spuren Gottes – Vom Unbedingten reden, Akzente Religion 4, Patmos Verlag, Düsseldorf 1995.
- Wegweisungen – Auf der Suche nach gelingendem Leben, Akzente Religion 2, Patmos Verlag, Düsseldorf 1996.
- Zwischen Sintflut und Regenbogen, Methodenhandbuch, Akzente Religion 1, Patmos Verlag, Düsseldorf 2000.
- Jesus begegnen – Impulse aus dem Evangelium, Methodenhandbuch, Akzente Religion 3, Patmos Verlag, Düsseldorf 2005.
- Sich einmischen, Religion im Kontext 9/10, Patmos Verlag, Düsseldorf 2004, Arbeitsheft 9/10, Düsseldorf 2009.
- Jostein Gaarder, Die Diagnose, Lektüren für den Religionsunterricht, Patmos Verlag, Düsseldorf 2001.
- Die Taube mit dem Ölzweig. Einführung in Themen und Methoden, Neue Akzente Religion 1, Patmos Oldenbourg/bsv, München 2012 – ISBN 978-3-7627-0426-3; Methodenhandbuch hierzu ISBN 978-3-7627-0458-4.
- Wegweisungen. Auf der Suche nach gelingendem Leben, Neue Akzente Religion 2, Patmos Oldenbourg/bsv, München 2013 – ISBN 978-3-7627-0427-0; Methodenhandbuch hierzu ISBN 978-3-7627-0459-1.
- Jesus begegnen. Impulse aus dem Evangelium, Neue Akzente Religion 3, Patmos Oldenbourg/bsv, München 2013 – ISBN 978-3-7627-0428-7; Methodenhandbuch hierzu ISBN 978-3-7627-0460-7.
- Spuren Gottes. Vom Unbedingten reden, Neue Akzente Religion 4, Patmos Oldenbourg/bsv, München 2013 – ISBN 978-3-7627-0429-4; Methodenhandbuch hierzu ISBN 978-3-7627-0462-1.
- Kirchenansichten. Gemeinsam Gott suchen, Neue Akzente Religion 5, Patmos Oldenbourg/bsv, München 2012 – ISBN 978-3-7627-0430-0; Methodenhandbuch hierzu ISBN 978-3-7627-0461-4.
- Ein Apfelbäumchen pflanzen. Lebensentwürfe und Zukunftserwartungen, Neue Akzente Religion 6, Patmos Oldenbourg/bsv, München 2013 – ISBN 978-3-7627-0431-7; Methodenhandbuch hierzu ISBN 978-3-7627-0463-8.
- Ohne Taube und Kamel. Die vier Evangelien des Neuen Testaments aus der aramäischen Peschitta übersetzt und mit Anmerkungen versehen von Georg Bubolz, Verlag H. J. Maurer, Frankfurt/M. 2019 (Verlag H. J. Maurer) – ISBN 978-3-929345-88-9.
- Der neue Weg – die ersten Christen. Apostelgeschichte, Briefliteratur und Apokalypse des Neuen Testaments aus aramäischen Quellen, übersetzt und mit Anmerkungen versehen von Georg Bubolz, Verlag H. J. Maurer, Frankfurt/M. 2022 – ISBN 978-3-929345-92-6.
- Die Rückkehr der verschollenen Braut: Jesus neu verstehen aus aramäischen Quellen. Bonifatius Verlag 2023 – ISBN 978-3-98790-007-5.
- Aramäer. Integration im Westen, Impulse aus den Osten, Echter Verlag Würzburg 2021 (zusammen mit Augin Yalcin) – ISBN 978-3-429-05580-6.